# Arabellapark

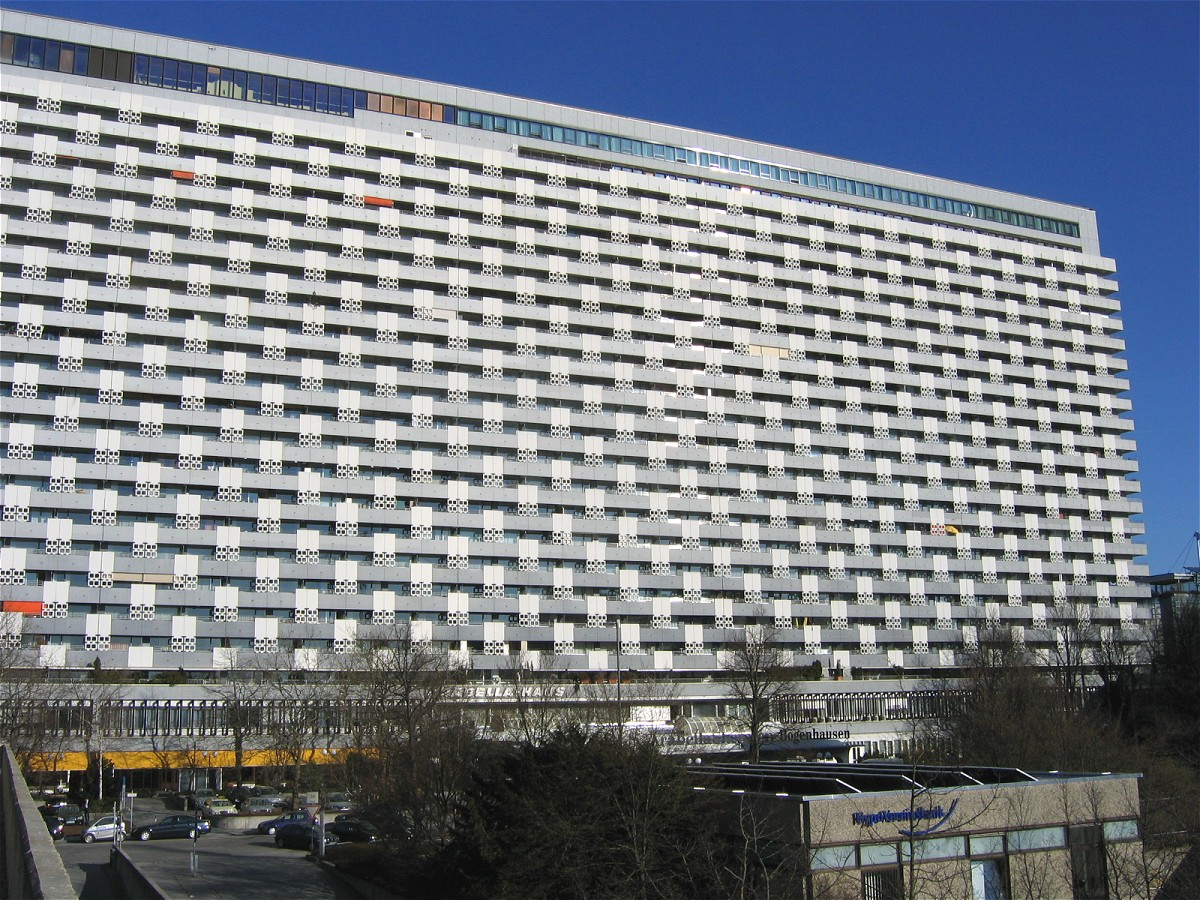
Arabellahaus, 2007

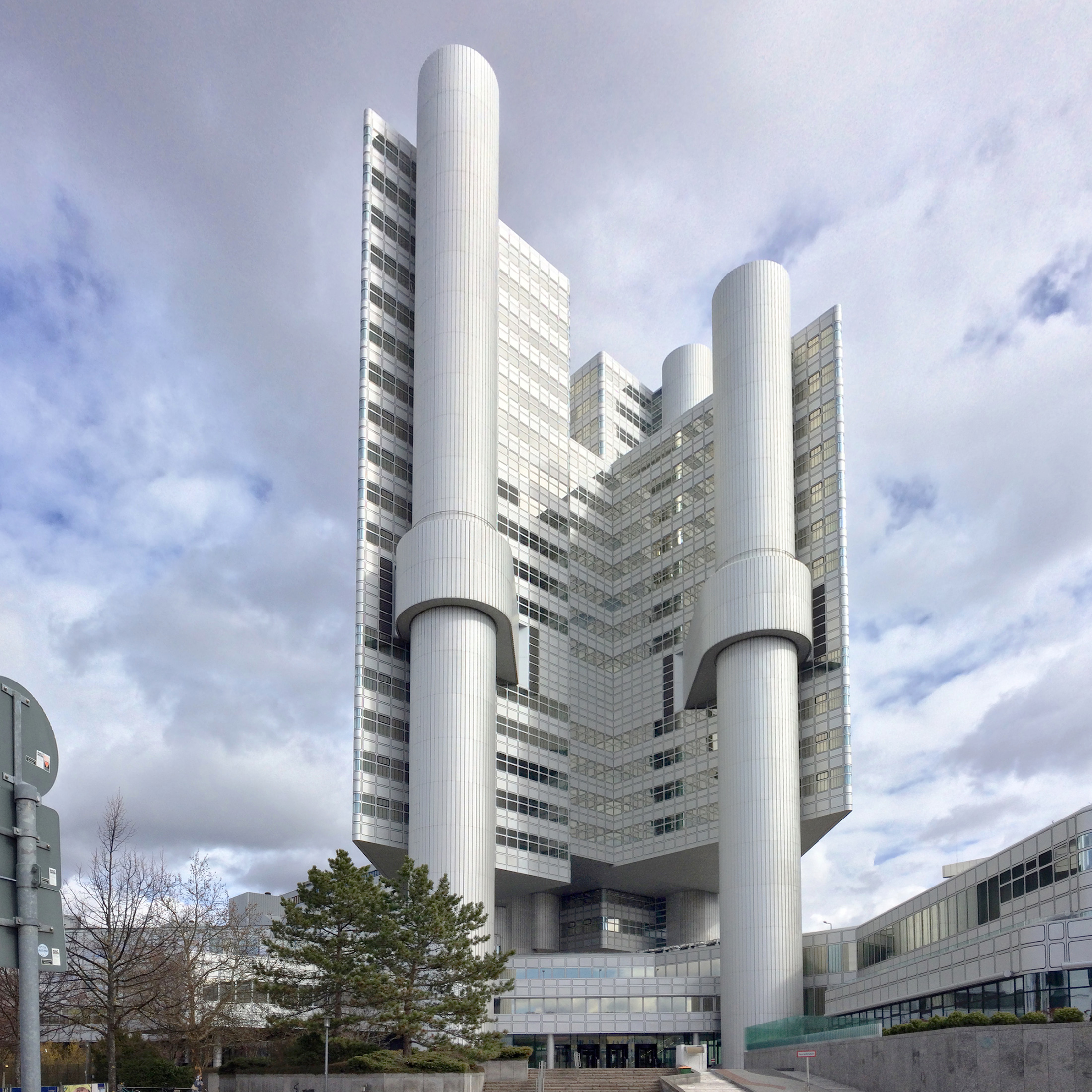
HVB-Tower, 2019

Der Arabellapark ist ein Wohn- und Gewerbegebiet im Münchner Stadtteil Bogenhausen, dessen Bebauung im Wesentlichen zwischen 1965 und 1998 entstanden ist. Seine Entstehung war eines der größten Stadterweiterungsprojekte der Zeit nach dem Zweiten Weltkrieg in München. Seinen Namen hat der Arabellapark von der dort liegenden Arabellastraße, die wiederum nach der Oper von Richard Strauss benannt ist. Der Name wurde von Josef Schörghuber vorgeschlagen, der seine Tochter auf den Namen Arabella taufen ließ und die Hotelkette mit dem Arabella-Hochhaus nach ihr benannte.

## Lage, Verkehrserschließung und Bebauung
Der Arabellapark liegt im Osten Münchens auf einem Areal, das von vier großen Straßen umschlossen ist. Die Richard-Strauss-Straße, Teil des Mittleren Rings, bildet die Grenze im Westen, die Englschalkinger Straße im Norden, im Osten liegt die Vollmannstraße und im Süden die Denninger Straße. Umgeben ist der Arabellapark von den Stadtteilen Altbogenhausen im Westen, nördlich vom Cosimapark, östlich von Denning und südlich vom Denninger Anger in der Parkstadt Bogenhausen. Der Arabellapark ist durch die gleichnamige U-Bahn-Station der Linie U 4 an das Münchner Schnellbahnnetz angeschlossen; am Busbahnhof an der Oberfläche halten zahlreiche Busse städtischer Linien sowie zwei Straßenbahnlinien.
Im Arabellapark wurde eine Mischung aus Wohn-, Büro-, Laden- und Hotelnutzung verwirklicht, wobei der Anteil der Büros überwiegt. Innerhalb des Arabellaparks gibt es nur wenige, kleine Straßen; der überwiegende Teil des Wegenetzes ist Fußgängern vorbehalten. In über dreißig Jahren Bautätigkeit entstand eine Vielfalt an Gebäudeformen in unterschiedlichen modernen Baustilen und -höhen – von der zweigeschossigen Ladenzeile bis zur über hundert Meter hohen Bankzentrale. Auf etwa 40 Hektar leben im Arabellapark heute etwa 10.000 Einwohner, 18.000 Menschen arbeiten in Büros, Läden und Hotels.

## Geschichte

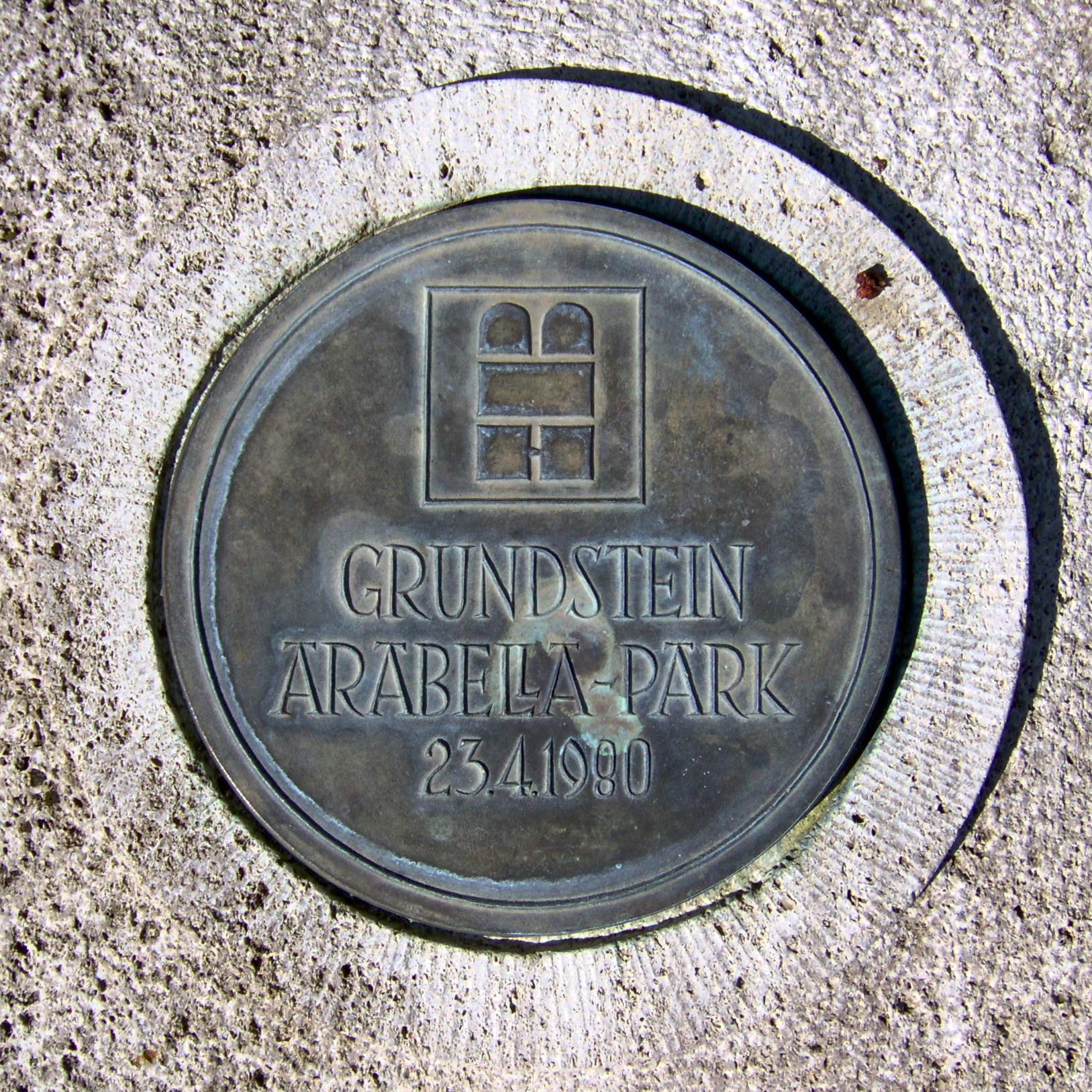
Inschrift Grundstein

In der zweiten Hälfte des 19. Jahrhunderts wurde im Gebiet des heutigen Arabellaparks wie auch weiter östlich und auf dem Gelände der späteren Parkstadt Bogenhausen Lehm zur Ziegelproduktion abgebaut. Nach Erschöpfung der Lehmschicht folgte die Nutzung zum Kiesabbau und als Schafweide. Die Richard-Strauss-Straße wurde Ende 1963 mit der Fertigstellung der Kennedy-Brücke zu einer wichtigen Verbindung zwischen den östlich der Isar gelegenen Stadtteilen und Schwabing. Damit wurde das Gelände für eine Wohnnutzung interessant. Ab 1958 begann Josef Schörghuber große Grundstücke auf dem Areal des heutigen Arabellaparks aufzukaufen. Für 17,50 DM pro Quadratmeter erwarb er die ersten Grundstücke von einer Erbengemeinschaft. Schörghuber war das große unbebaute Areal vom Flugzeug aus aufgefallen. Im Tausch für von der Stadt München benötigte Grundstücke am heutigen Altstadtring erwarb er später auch Anteile aus deren Besitz. Die Bayerische Hausbau Josef Schörghubers hatte später als Bauherrin den größten Anteil an der Bautätigkeit im Arabellapark.
Im Jahr 1965 stellte die Stadt einen Bebauungsplan auf, der seit 1961 diskutiert worden war. Der in diesem Plan festgehaltene und später mit dem Arabellapark dann auch verwirklichte Grundsatz einer Verzahnung von Wohnen und Arbeiten lag Mitte der 1960er Jahre nicht im Trend. Das erste Bürogebäude wurde 1965 begonnen; es ist inzwischen als bislang einziges abgebrochen worden. Ab dem gleichen Jahr entstanden die ersten Wohngebäude. Seit 1968 bestand eine Notkirche in einer Holzbaracke. Nachdem bereits einige Bürohäuser, das Arabellahaus, das Sheraton-Hotel und einige Wohnhochhäuser fertiggestellt waren, erteilte die Stadt keine Baugenehmigung mehr für weitere geplante Bauten, unter anderem, weil es an der nötigen Erschließung durch öffentliche Verkehrsmittel fehlte. Im Jahre 1976 wurde schließlich ein neuer Bebauungsplan aufgestellt, der den Arabellapark als Subzentrum für den Münchner Nordosten vorsah. Es folgte eine weitere intensive Bautätigkeit. 1988 wurden die U-Bahn und der Busbahnhof in Betrieb genommen, das letzte Bürohaus ist seit 1998 bezogen.
Ende der 1990er Jahre wurde das erste im Arabellapark errichtete Bürohaus etwas weiter westlich an der Denninger Straße wieder abgerissen und durch einen Erweiterungsbau für den HVB-Tower ersetzt. 2011 wurde das Scheibenhaus in der Arabellastraße 30 rückgebaut und bis Ende 2013 durch den Neubau Arabeska und ein dazugehöriges Wohnhaus ersetzt.

## Straßen und Plätze
Der Arabellapark wurde anfangs von den Planern „Parkstadt II“ oder auch „Neu-Bogenhausen“ genannt. Inzwischen wird er auch Richard-Strauss-Viertel genannt, in dem die Straßennamen nach dem Komponisten Richard Strauss und dessen Werken benannt sind. Hierzu gehören:
- Richard-Strauss-Straße mit dem Richard-Strauss-Tunnel
- Arabellastraße (nach der Oper Arabella)
- Elektrastraße (nach der Oper Elektra)
- Ariadneweg (nach der Oper Ariadne auf Naxos)
- Daphnestraße (nach der Oper Daphne)
- Rosenkavalierplatz (nach der Oper Der Rosenkavalier)
- Salomeweg (nach der Oper Salome)
- Hugo-von-Hofmannsthal-Straße (nach dem Schriftsteller Hugo von Hofmannsthal, der unter anderem die Libretti für die Strauss-Opern Elektra, Ariadne auf Naxos, Rosenkavalier und Arabella schrieb.)[4]

Zahlreiche unbenannte Fußwege durchziehen zusätzlich das Richard-Strauss-Viertel. Diese können begrenzt auch für Anlieferungen und Umzugstransporte verwendet werden.

## Herausragende Bauten
Außer den größten und markantesten Gebäuden, dem Arabellahaus und dem HVB-Tower und dem katholischen Pfarrzentrum St. Rita (heute Teil des Pfarrverbands Bogenhausen-Süd), prägen u. a. folgende der klassischen Moderne zuzuordnende Bauten den Arabellapark:

### Punkthochhäuser

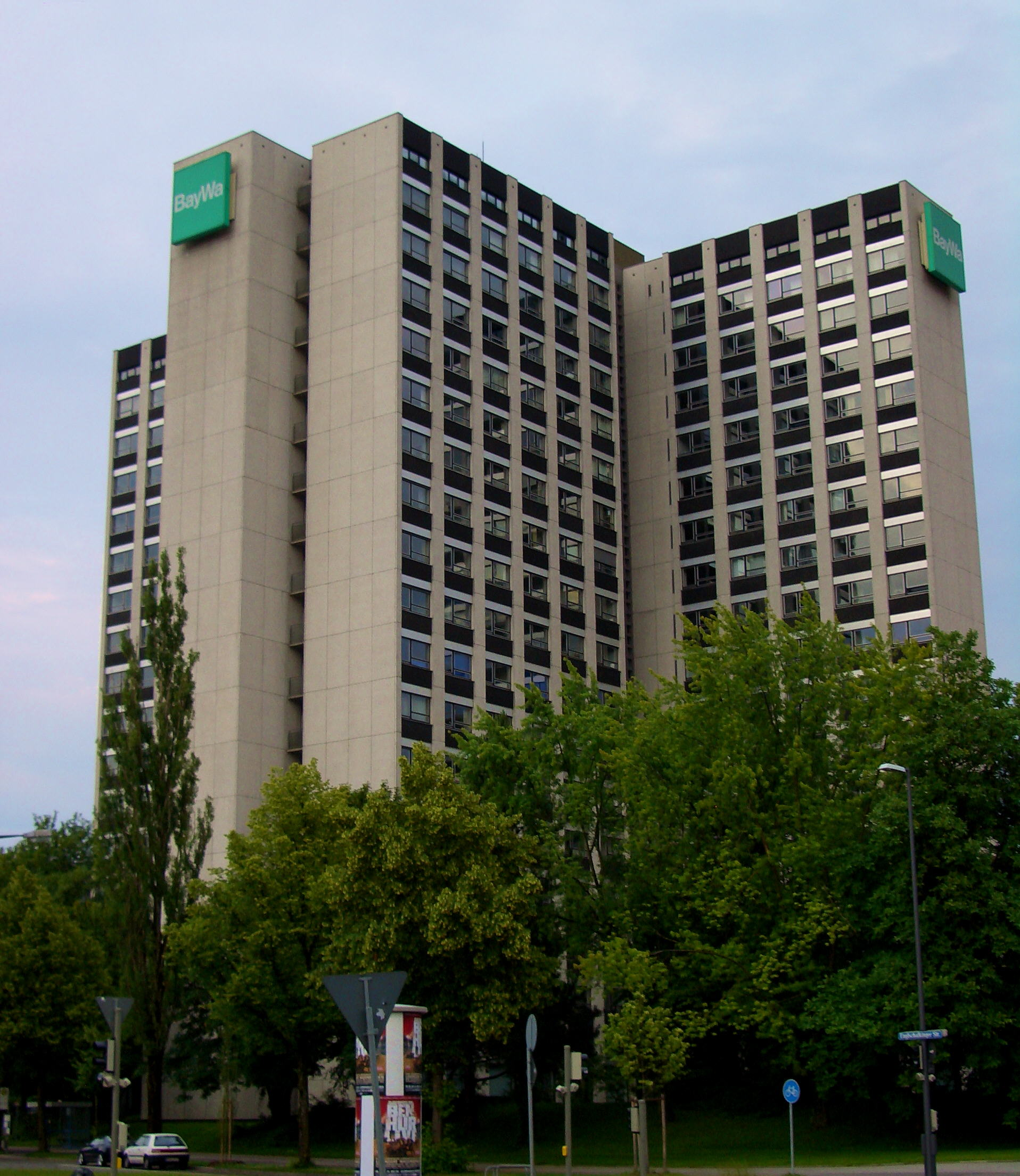
Sternhaus

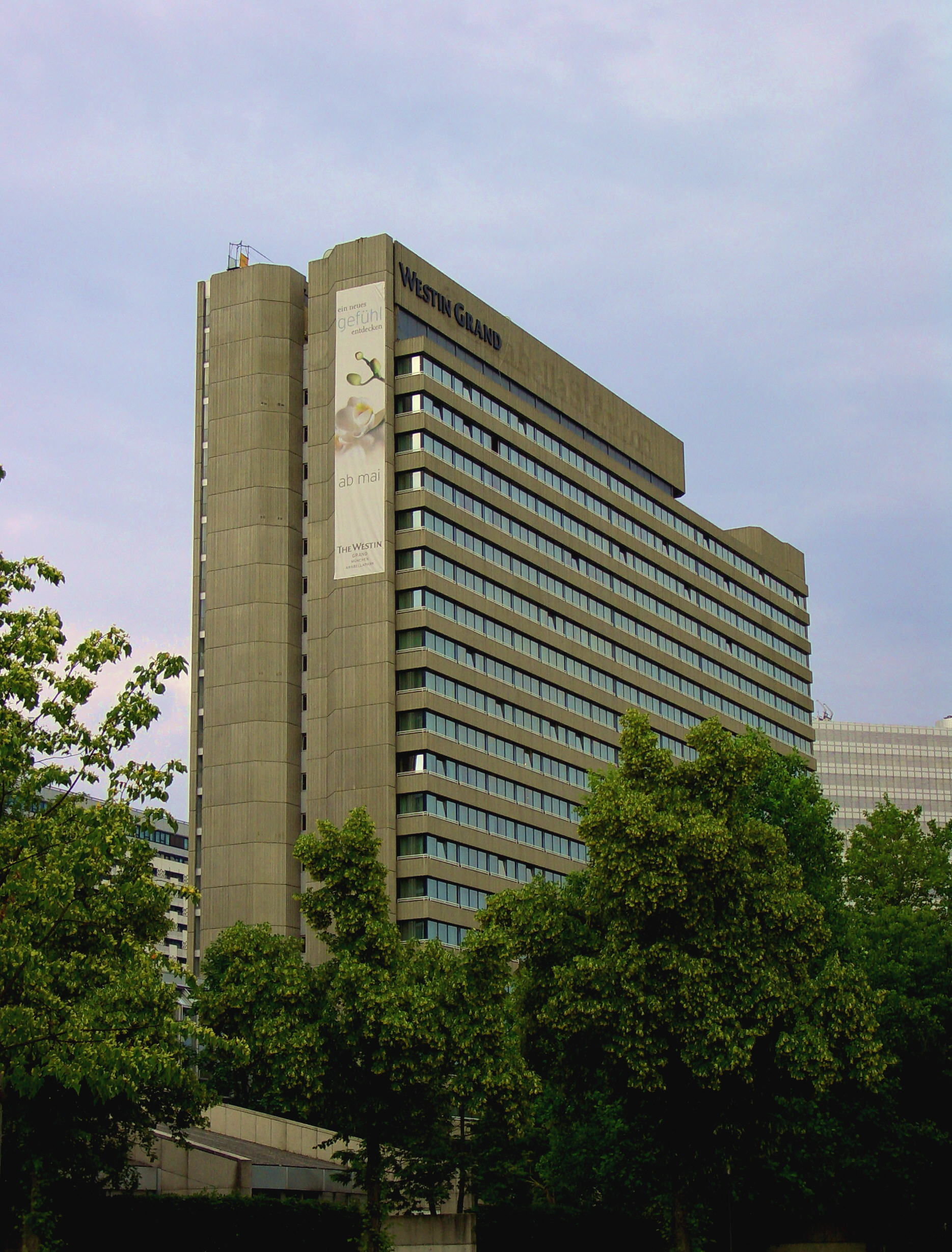
Westin Grand Hotel

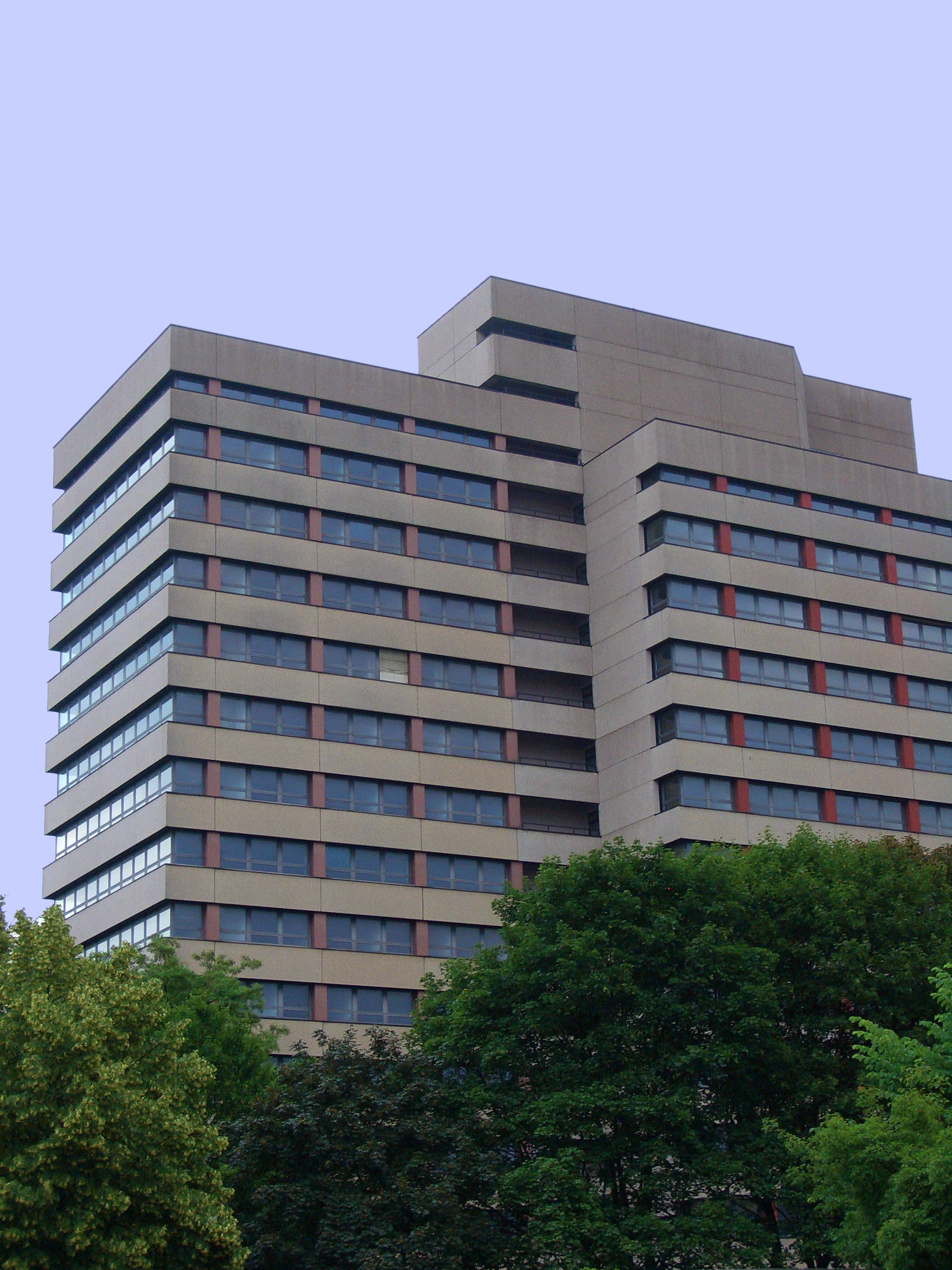
Scheibenhaus

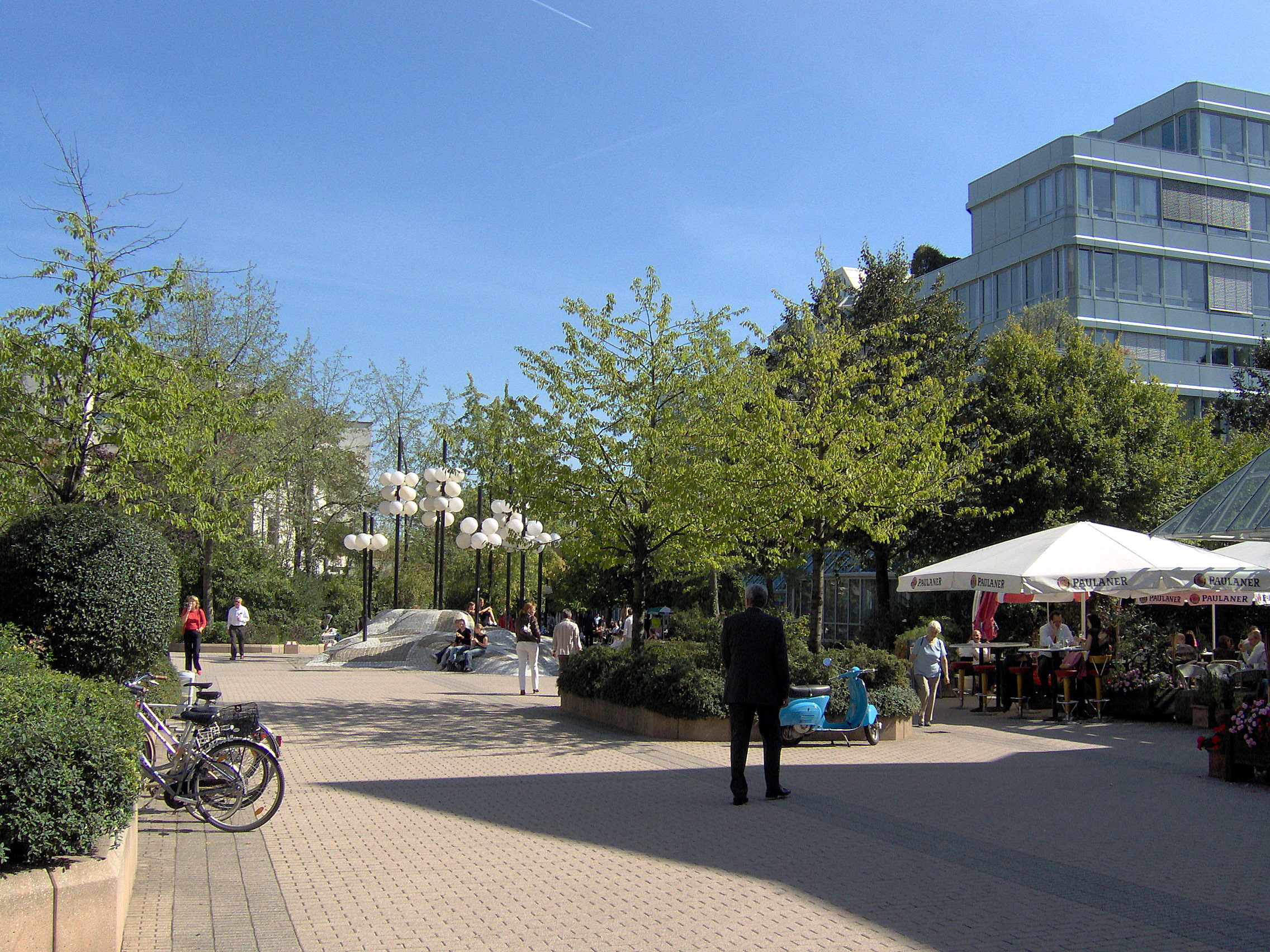
Arabellapark Marktplatz

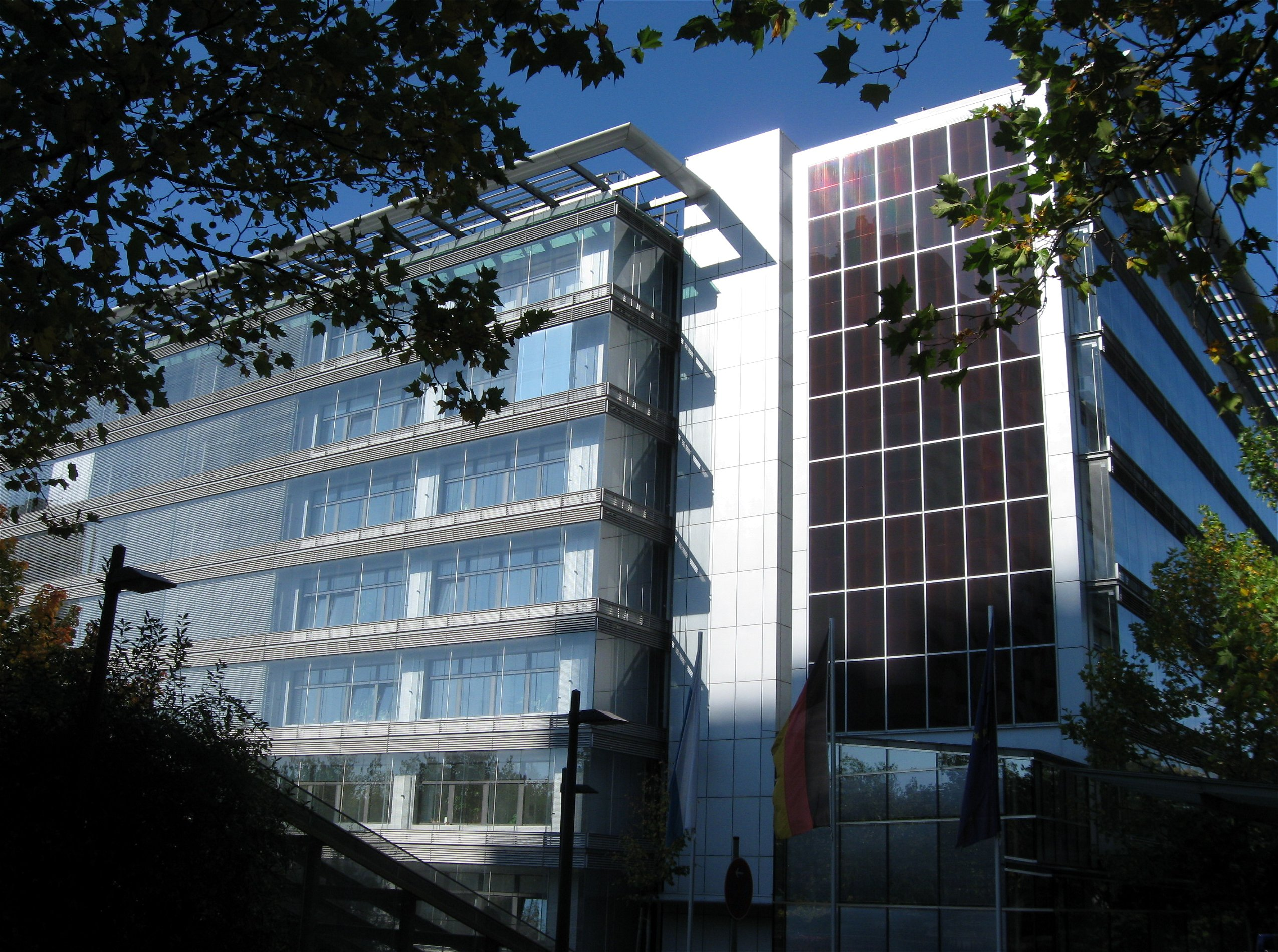
Bayerisches Umweltministerium

Fünf 17-geschossige Wohnhäuser mit quadratischem Grundriss stehen im nordöstlichen Teil des Arabellaparks. Geplant hat diese Häuser mit Ein- bis Drei-Zimmer-Eigentumswohnungen Hans Ziegert, der selber bis zu seinem Tod dort wohnte. Bauzeit war von 1965 bis 1969. Auf dem Dach zweier dieser Hochhäuser gibt es jeweils ein beheiztes Schwimmbad unter freiem Himmel.

### Sternhaus
Das Sternhaus im Nordwesten wird wegen seines kreuzförmigen Grundrisses so genannt. Das Bürohaus ist 18 Stockwerke hoch und ist mit Fertigteilen aus Beton mit Marmorbruch verkleidet. Es wurde nach Plänen von Toby Schmidbauer in den Jahren 1967 bis 1969 erbaut. 1976 entstanden dreigeschossige pavillonartige Erweiterungsbauten mit Aluminium-Glas-Fassade, entworfen von Claus Winkler, E. Effinger und G. Altmann. Seit 1976 ist die BayWa AG Eigentümer des Komplexes.

### Hotel The Westin Grand München Arabellapark
Edgar Frasch erbaute das Hotel für die Sheraton-Kette. Mit seinen 22 Geschossen steht es auf schlankem, rechteckigem Grundriss. Vorgelagert sind zweigeschossige Ergänzungsbauten. Hochhaus und Flachbauten sind mit Stahlbetonteilen verkleidet. Bauzeit war von 1969 bis 1972. Der Name des einstigen Sheraton Hotels wechselte mehrmals; seit 1. Mai 2009 bietet es als Westin Grand München Arabellapark 627 Zimmer und Suiten. Mit 38,2 Millionen Euro lag es 2015 auf Rang 9 der umsatzstärksten Hotels in Deutschland und auf Platz 3 in München.

### Gebäude des Umweltministeriums
Auch dieses Gebäude plante Edgar Frasch, Fertigstellung war 1970. Das sechsgeschossige, natursteinverkleidete Gebäude an der Englschalkinger Straße misst 90 mal 65 Meter und war zur Zeit seiner Errichtung eines der größten Bürohäuser in München. Der große Innenhof des Hauses ist in Höhe des ersten Stockwerks überdacht. In diesem Bau residiert das Bayerische Staatsministerium für Umwelt und Verbraucherschutz. Bis  2014 war das Bayerische Staatsministerium für Gesundheit und Pflege ebenfalls dort untergebracht.

### Arabeska
Seit 2010 steht ein neues Bürogebäude unter der Marke Arabeska an der Denninger Straße 30 im Arabellapark. Es ersetzt das ursprünglich dort stehende Scheibenhaus, dessen durchlaufenden Betonbrüstungen dem Bürogebäude das Aussehen von gestapelten Scheiben gab. Es war 14 Stockwerke hoch; erbaut wurde es 1969 bis 1973 nach Plänen des Büros Busse & Partner. Im Jahre 2010 wurde das Gebäude abgerissen und durch den 6-stöckigen Neubau ersetzt. Arabeska ist eine Immobilie im Eigentum der Bayerischen Ärzteversorgung.

### Arabella-Bogen
Das 7- bis 12-stöckige, u-förmige Wohn- und Geschäftshaus ist mit weißen Metallpaneelen verkleidet; im Volksmund wird es Weißer Riese genannt. Realisiert wurde auch hier ein Entwurf von Busse & Partnern. Im Haus befinden sich Arztpraxen, Wohnungen und Büros.

### Bürogebäude, öffentliche Einrichtungen und Ladenzeilen am Marktplatz
Die zwei- bis dreigeschossigen, mit dunkelbraunen Paneelen verkleideten Gebäude, die in lockerer Form um den Rosenkavalierplatz gruppiert sind, stammen von Stöter-Tillmann & Kaiser, Friedrichs, Kleye. Hier finden sich Büros, Läden, Restaurants, ein Kino, eine Diskothek, sowie eine Außenstelle der Münchner Volkshochschule, der Münchner Stadtbibliothek und das Alten- und Servicezentrum.

### Konzernzentrale der Schörghuber Unternehmensgruppe

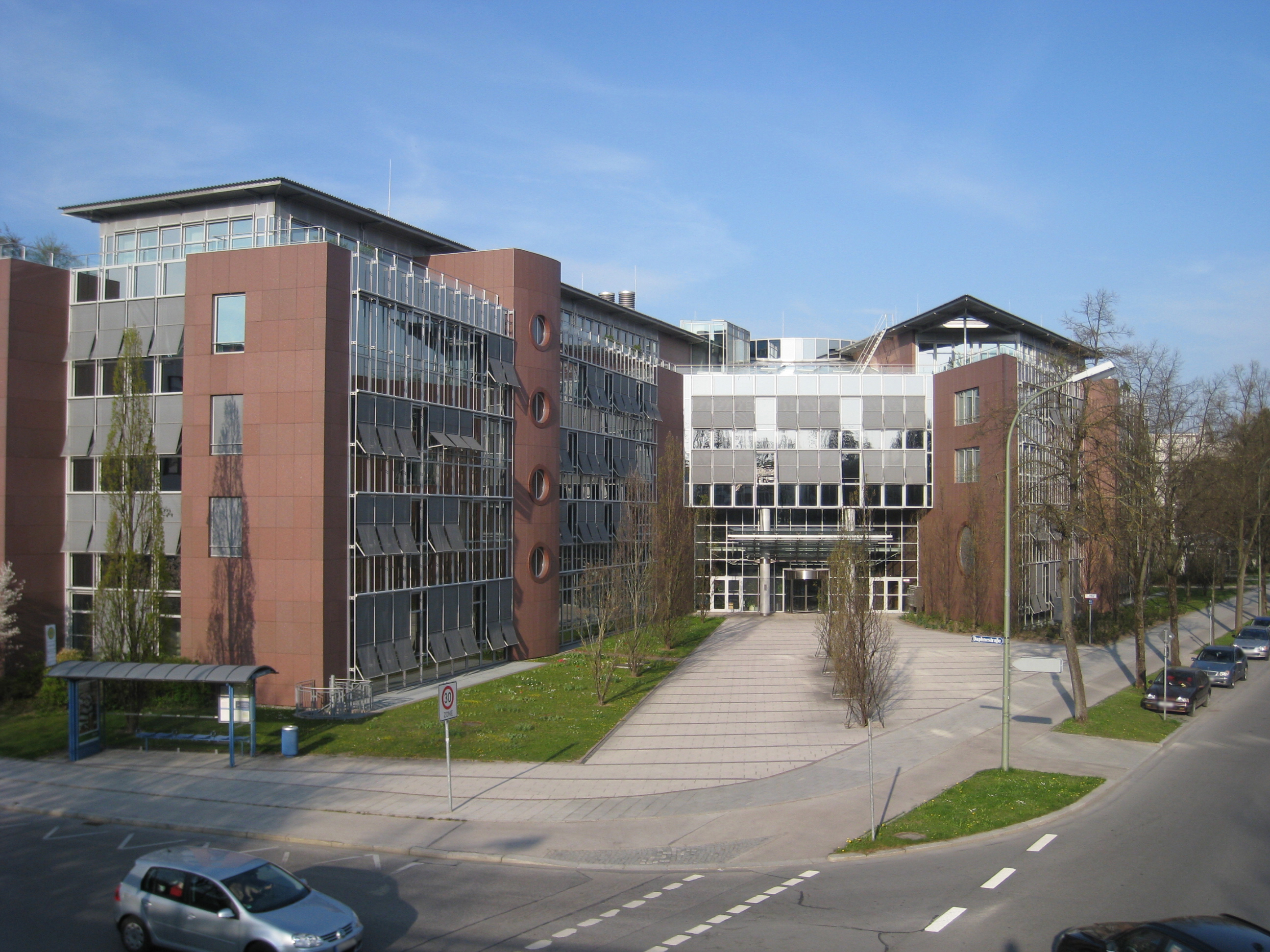
Zentrale der Schörghuber Unternehmensgruppe in der Denninger Straße

Der Gebäudekomplex an der Denninger Straße, geplant von Peter Lanz, besteht aus einem langen, rechteckigen Gebäude und einem dreieckigen Trakt. Beide sind mit poliertem Naturstein verkleidet; gemeinsam bilden sie einen trapezförmigen Vorplatz an der Ecke Daphne-/Denninger Straße. Eine geschlossene Gebäudebrücke verbindet diesen Komplex mit bereits einige Jahre zuvor erbauten Bürohäusern der Bayerischen Hausbau Ecke Vollmann-/Denninger Straße. Mit der Konzernzentrale der Schörghuber Unternehmensgruppe wurde 1994 die Bebauung im Arabellapark vorerst vollendet.

## Kirchliche, soziale und kulturelle Einrichtungen
- Katholische Kirche St. Rita
- Alten- und Servicezentrum
- Außenstelle der Münchner Volkshochschule
- Außenstelle der Münchner Stadtbibliothek
- Wilhelm-Hausenstein-Gymnasium

## Einzelbelege
1. ↑   Arabellastraße in München Bogenhausen. In: stadtgeschichte-muenchen.de. Abgerufen am 11. Dezember 2022.
2. ↑  Der frühe Tod des "Bier-Königs" Schörghuber. 29. November 2009, abgerufen am 2. Juli 2023.
3. ↑  deal-Magazin, 8, 2004: 50 Jahre Bayerische Hausbau. Die Erfolgsstory, abgerufen am 5. März 2009
4. ↑  Arabellapark, Bayerische Hausbau
5. ↑  Gäste und Investoren fliegen auf deutsche Hotels. In: Frankfurter Allgemeine Zeitung, 20. Mai 2016, S. 22.
6. ↑  Architektur (Memento vom 6. Februar 2015 im Internet Archive), arabeska-muenchen.de
7. ↑  Hochhaus-Abriss Stück für Stück. In: Münchner Merkur, 3. März 2010.

Koordinaten: 48° 9′ N, 11° 37′ O